# Abdul Rahim Ayew
Abdul Ibrahim Ayew, ook bekend als Rahim Ayew (Tamale, 16 april 1988) is een Ghanees voetballer, die meestal als verdedigende middenvelder of als verdediger speelt. Hij tekende in september een contract bij Europa FC.
Rahim Ayew is de broer van onder anderen voetbalelrs André en Jordan en de oudste zoon van voormalig voetballer Abédi Pelé.

## Clubcarrière
Rahim Ayew begon voetbal te spelen op het Adisadel College. Zijn profcarrière startte bij de club van zijn vader, Nania FC. In januari 2009 werd hij getransfereerd naar Eleven Wise, eveneens in Ghana. Hij bereikte eerst een akkoord met de Duitse Bundesligaclub TSG Hoffenheim, waar hij een contract tekende voor drieënhalf jaar, maar de deal ging in extremis niet door.
Hij vertrok een half jaar later toch uit Ghana, toen hij in juni 2009 een 5-jarig contract tekende bij de Egyptische topclub Zamalek. In januari 2011 maakte hij de overstap naar Europa toen hij overstapte naar het Belgische K. Lierse SK. Na 2,5 seizoenen Lierse keerde hij terug naar Ghana, maar sinds 2016 speelt hij het Gibraltarese Europa FC.

## Interlandcarrière
Rahim Ayew doorliep alle Ghanese nationale jeugdelftallen vanaf de U-17 tot de U-23. In 2009 werd hij voor het eerst opgeroepen voor het seniorenteam, voor een vriendschappelijke interland tegen Angola. Hij werd opgenomen in de selectie voor de Afrika Cup 2010, waarin Ghana de finale haalde maar met 1-0 verloor tegen Egypte. Na de succesvolle Afrika Cup werd hij ook opgenomen in de selectie voor het WK voetbal 2010 in Zuid-Afrika, waar Ghana in de kwartfinale in de slotseconden van de verlengingen een strafschop miste en uiteindelijk na strafschoppen werd uitgeschakeld door Uruguay.

## Erelijst
Ghana
- Afrika Cup: Finale 2010
- Wereldkampioenschap voetbal: Kwartfinale 2010

## Statistieken
| Seizoen                                         | Club             | Competitie                 | Weds | goals |
| ----------------------------------------------- | ---------------- | -------------------------- | ---- | ----- |
| 2005/08                                         | Nania FC         | Premier League             | 77   | 9     |
| 2008/09                                         | Sekondi EW       | Premier League             | 30   | 2     |
| 2009/10                                         | Al-Zamalek       | Premier League             | 9    | 1     |
| 2010/11                                         | Al-Zamalek       | Premier League             | 1    | 0     |
| 2010/11                                         | K. Lierse SK     | Jupiler Pro League         | 7    | 0     |
| 2011/12                                         | K. Lierse SK     | Jupiler Pro League         | 15   | 0     |
| 2012/13                                         | K. Lierse SK     | Jupiler Pro League         | 17   | 0     |
| 2013/14                                         | Asanta Kotoko FC | Premier league             | 4    | 0     |
| 2014/15                                         | Asanta Kotoko FC | Premier league             | ?    | ?     |
| 2015/16                                         | Asanta Kotoko FC | Premier league             | ?    | ?     |
| 2016/17                                         | Europa FC        | Gibraltar Premier Division | 24   | 1     |
| 2017/18                                         | Europa FC        | Gibraltar Premier Division | 12   | 0     |
| Totaal                                          | Totaal           | Totaal                     | 192  | 13    |
| Tabel voor het laatst bijgewerkt op 07-10-2012. |                  |                            |      |       |